# Парламентарни избори в Унгария (2014)
Парламентарните избори в Унгария през 2014 г. се провеждат на 6 април 2014 г., на тях се избират народни представители в 199-местното Национално събрание. Тези парламентарни избори са 7-ите по ред, след първите многопартийни избори през 1990 г. Резултатът е победа за коалицията между Фидес и Християндемократическата народна партия, запазвайки своето мнозинство от две трети, като Виктор Орбан остава министър-председател. Това са първите избори съгласно новата Конституция на Унгария, която влиза в сила на 1 януари 2012 г. Новият изборен закон също влиза в сила на този ден. За първи път след прехода на Унгария към демокрация изборите преминават в един тур. Гласоподавателите избират 199 депутати вместо предишните 386 депутати.